# دائرة المطبوعات والنشر (الأردن)
دائرة المطبوعات والنشر هي احد اقدم المؤسسات الإعلامية في الأردن، تأسست عام 1927، والتي لها حضور مميز في مجال النشر الإعلامي والوثائقي، والتي تعمل على تنظيم عمل المؤسسات الإعلامية مثل الصحف ودور النشر والتوزيع والمطابع وكل ما يتعلق بالصحافة والنشر بشكل عام.